# Symphonie no 10 de Schubert
Pour les articles homonymes, voir Symphonie no 10.

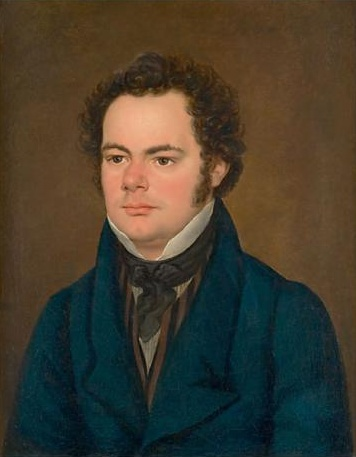
Franz Schubert.

La Symphonie en ré majeur D.936A de Franz Schubert, considérée comme sa Dixième, est inachevée, sous forme d'esquisses au piano de trois mouvements. C'est l'une de ses toutes dernières compositions, au cours du deuxième semestre de 1828. Elle a fait l'objet d'un travail de reconstruction et d'orchestration en 1983 par le musicologue Brian Newbould.

## Présentation
Déjà affaibli par la maladie, Schubert alla le 4 novembre 1828 avec son ami Josef Lanz trouver le professeur Simon Sechter (qui fut plus tard le professeur d'Anton Bruckner), désirant prendre une leçon de contrepoint auprès du maître. Sechter lui demanda de faire un exercice de fugue, en partie sur les lettres de S.C.H.U.B.E.R.T., et de revenir pour une deuxième leçon le 10 novembre, à laquelle Schubert alité ne put se rendre. Les notes de cet « exercice » ont été retrouvées dans les marges de la partition d'une nouvelle symphonie en ré majeur, que Schubert avait entreprise à peu près au même moment.
Cette symphonie n'a été retrouvée et publiée qu'en 1978 par Ernst Hilmar, et a fait l'objet d'un travail de reconstruction en 1983 par le musicologue Brian Newbould. Elle est vraisemblablement la symphonie de 1828 dont parlait l'ami de Schubert Eduard von Bauernfeld, surnommée « la Dernière », que l'on croyait perdue voire imaginaire. Il en reste trois mouvements esquissés au piano. Le second, l'Andante en si mineur, a notamment retenu l'attention, par son atmosphère austère et prophétique, presque funèbre, dans laquelle beaucoup voient une anticipation de l'écriture mahlérienne.
1. Allegro moderato
2. Andante con moto
3. Scherzo - Allegro moderato